# Acanthochlamys bracteata
Acanthochlamys bracteata ist eine Pflanzenart aus der Familie der Velloziaceae.

## Beschreibung
Die Pflanze wächst in Büscheln und erreicht eine Höhe von 1,5 bis 5 Zentimetern. Die Rhizome sind hart und haben Durchmesser von 1 bis 2 Millimetern. Die Blätter sind 2,5 bis 7 Zentimeter lang und ungefähr 0,3 Millimeter breit, fast aufrecht und auf beiden Seiten gefurcht. Die Blütenstandsachse ist 2,0 bis 5,5 Zentimeter lang. Die Blütenstände sind 8 bis 10 Millimeter lang und  5 bis 8 Millimeter breite Cymen. Die 2 Hochblätter am Grund des Blütenstandes sind 8 bis 10 Millimeter lang und bleibend. Die Blütenhülle ist 3,5 bis 6,5 Millimeter groß und rot bis purpur. Die Blütenhüllblätter sind eiförmig und dreiadrig sowie abgestumpft bis zugespitzt. Die äußeren Blütenhüllblätter messen 1,5 bis 3,0 Millimeter und sind größer als die Inneren. Die Staubbeutel sind länglich. Die äußeren Staubbeutel sind mit 0,8 bis 1 Millimeter kürzer als die Inneren. Der Fruchtknoten ist länglich, 1,3 bis 2,0 Millimeter lang mit einem Durchmesser von etwa 1,0 Millimeter. Die Griffel sind 2 bis 3 Millimeter lang und meist unterhalb der Mitte leicht geweitet. Die Lappen der Narbe sind etwa 0,3 Millimeter groß. Die Kapsel misst ungefähr 7 × 3 Millimeter. Die Spitze der Kapsel ist weiß und besitzt einen ungefähr 1 Millimeter großen Schnabel. Die Samen sind ungefähr 0,8 × 0,5 Millimeter groß und an beiden Enden stumpf.
Die Art blüht im Juni und fruchtet im August.

## Vorkommen
Acanthochlamys bracteata kommt vom westlichen Sichuan bis zum Osten des Autonomen Gebiets Tibet, China, vor. Die Art wächst in offenem Buschland und auf grasigen Hängen in Höhenlagen von 2700 bis 3500 Meter.

## Systematik
Acanthochlamys bracteata wurde 1980 von P.C.Kao erstbeschrieben. Ein Synonym ist Didymocolpus nanus S.C.Chen ex P.C.Kao.

## Belege
- Zhanhe Ji, Alan W. Meerow: Acanthochlamys bracteata. In: Flora of China. Vol. 24, S. 273 (online)